# BIP!
Pour les articles homonymes, voir BIP.
BIP!, composé du « BI » de bicyclette et du « P » de Perpignan, était le système de vélos en libre-service de la ville de Perpignan.

## Présentation
Mis en place par la société Clear Channel et inauguré le 27 février 2008, le service regroupait près de 15 stations et 150 vélos en libre service, disséminés dans la ville de Perpignan.
Le service a été stoppé fin 2017, le contrat avec Clear Channel n'étant pas renouvelé à cause d'une faible fréquentation.